# Stjärnor utan hjärnor
Stjärnor utan hjärnor (originaltitel Jay and Silent Bob Strike Back), är den femte filmen av Kevin Smith, som är känd för sina kultfilmer Clerks och Mallrats, samt de dyrare Chasing Amy och Dogma. Filmens logo och originaltitel refererar till den andra Stjärnornas krig-filmen; Rymdimperiet slår tillbaka.
Efter filmen Dogma fanns det stora förväntningar från fansen då Kevin Smith berättade att hans nästa projekt skulle innehålla Jay och Silent Bob som huvudfigurer. I tidigare filmer har de två oftast bara haft underhållande b-roller.

## Rollista (i urval)
- Jason Mewes - Jay
- Kevin Smith - Silent Bob
- Shannon Elizabeth - Justice
- Will Ferrell - Federal Wildlife Marshal Willenholly
- Eliza Dushku - Sissy
- Ali Larter - Chrissy
- Jennifer Schwalbach Smith - Missy
- Ben Affleck - Holden McNeil/Himself/Chuckie Sullivan (Good Will Hunting)
- Matt Damon - Himself/Will Hunting(Good Will Hunting)
- Chris Rock - Chaka Luther King
- Jason Lee - Brodie Bruce/Banky Edwards
- Seann William Scott - Brent
- Judd Nelson - Sheriff

## Handling
Filmen handlar om Jay och Silent Bob, som står och säljer cannabis utanför ett snabbköp. Till slut anmäler ägarna av snabbköpet dem till polisen. När de inte kan stå där längre försöker de hitta något annat att göra. De får slutligen reda på att serietidningen Bluntman and Chronic, vars figurer är baserade på Jay och Silent Bob, ska bli storfilm. Trots att filmen kommer att göra dem rika vill de stoppa den och börjar en resa till Hollywood för att stoppa filmen. På vägen bjuds det på en hel del roliga händelser och äventyr.